# Monde de l’art
 (décembre 2024).

Le « monde de l'art » est un concept polysémique utilisé aussi bien en esthétique analytique qu'en sociologie de l'art,,.
Au sein de la tradition analytique, l'expression « monde de l'art » trouve sa première occurrence dans un article du philosophe et critique d'art américain Arthur Danto, intitulé « The Artworld » publié dans la revue The Journal of Philosophy en 1964 :

« Voir quelque chose comme de l’art requiert quelque chose que l’œil ne peut apercevoir — une atmosphère de théorie artistique, une connaissance de l’histoire de l’art : un monde de l’art. »

Chez Danto, « le monde de l'art » ne désigne pas, à l'origine, une institution, comme il a eu maintes occasions de le préciser par la suite,. La signification de l'expression va cependant s'infléchir dans ses emplois ultérieurs par d'autres auteurs. George Dickie et Richard J. Sclafani, reprennent ainsi, une décennie plus tard, l'expression d'Arthur Danto pour expliciter leur théorie institutionnelle de l'art,. « Le monde de l'art » désigne, dans leur travaux, « l'institution sociale » pour le compte de laquelle certaines personnes reconnaissent le caractère d’œuvre d'art d'un artefact ou d'une production, selon la première définition institutionnelle de l'œuvre d'art par Dickie:

« Une œuvre d'art au sens classificatoire est (1) un artefact (2) dont un ensemble d'aspects s'est vu conférer le statut de candidat à l'appréciation par une ou plusieurs personnes agissant pour le compte d'une certaine institution sociale (le monde de l'art). »

Ce glissement de sens entre l'expression initiale de Danto et son usage par ses successeurs est à l'origine de controverses entre le premier et les tenants d’une théorie institutionnelle de l’art. Danto a ainsi parlé de « méprise créative de la part de George Dickie » à propos de son emploi de l'expression « monde de l'art ». L'utilisation de l'expression chez Dickie est, parallèlement, l'objet d'un jugement restrictif de la part de Danto ou de Richard Wollheim, qui retiennent une lecture élitiste de sa théorie en considérant que les personnes agissant pour le compte du monde de l'art sont nécessairement des agents officiels, comme des directeurs de musées, ou des experts mandatés. Danto écrit ainsi que « la théorie de Dickie implique l'existence d'une élite ayant un certain pouvoir » (a kind of empowering elite). Cependant, lorsque Dickie parle de son côté du « personnel de base du monde de l'art » (« the core personnel of the artworld »), il y inclut bien plus de monde que l'élite institutionnelle à proprement parler.  
En sociologie de l'art, l'expression a été popularisée par Howard S. Becker aux États-Unis au début des années 1980. Becker a précisé à maintes reprises les différences qu'il identifiait entre son propre emploi de l'expression et l'emploi qu'en faisaient les esthéticiens analytiques,. 
Dans la préface de Art Worlds, il commence par différencier l'utilisation technique qu'il fait de l'expression de son emploi courant, qui réfère au monde de l'art au sens mondain : 

« L'expression « monde de l'art » est couramment utilisée par les écrivains spécialisés dans les arts de manière vague et métaphorique, principalement pour désigner les personnes les plus en vogue associées à ces objets et événements dignes d'intérêt qui se vendent à des prix astronomiques. J'ai utilisé ce terme d'une manière plus technique, pour désigner le réseau de personnes dont l'activité coopérative, organisée par leur connaissance commune des moyens conventionnels de faire les choses, produit le type d'œuvres d'art pour lesquelles le monde de l'art est réputé. »

Cet emploi technique de l'expression par Becker doit quelque chose à la notion de Dickie. On notera d'ailleurs que Becker concède que sa définition du monde de l'art est circulaire, tout comme Dickie concédait que sa définition institutionnelle de l'œuvre d'art l'était, puisque le mot « art » faisait partie à la fois de ce qui est à définir et de ce qui sert à définir.
Le monde de l'art, selon Becker, est constitué de « travailleurs » se divisant le travail de l'art. Becker utilise ainsi constamment les mots « workers » et « division of labor » dans Art Worlds, ce qui rappelle la notion de « personnel de base du monde de l'art » chez Dickie.